# Tour de Felletin
La tour de Felletin est un édifice situé à Felletin, en France.

## Localisation
La tour est située sur le territoire de la commune de Felletin dans le département de la Creuse et la région Nouvelle-Aquitaine.

## Description
La tour de Felletin est une tour de rempart circulaire qui flanquait au sud l'enceinte de la commune. Son parement présente un appareil irrégulier, sans trace d'ouvertures anciennes. De son couronnement de mâchicoulis subsiste la rangée complète de corbeaux qui le soutenaient.

## Histoire
La commune de Felletin possédait un fort dès la guerre de Cent Ans. La ville était, au XVe siècle l'une des neuf châtellenies du comté de la Marche.
La tour est inscrite au titre des monuments historiques par arrêté du 28 octobre 1963.